# Antoine Tarabay
Antoine Tarabay OLM (* 15. November 1967 in Tannourine, Libanon) ist maronitischer Bischof der Eparchie des Hl. Maron von Sydney.

## Leben
Antoine Tarabay trat der Ordensgemeinschaft des Libanesischen Maronitischen Ordens bei und legte am 17. Oktober 1992 die ewigen Gelübde ab. Tarabay empfing am 11. Juli 1993 das Sakrament der Priesterweihe.
Am 17. April 2013 ernannte ihn Papst Franziskus zum Bischof der Eparchie des Hl. Maron von Sydney. Die Bischofsweihe spendete ihm der Maronitische Patriarch von Antiochien, Béchara Pierre Kardinal Raï OMM, am 25. Mai desselben Jahres. Mitkonsekratoren waren der Erzbischof von Beirut, Paul Youssef Matar, und der Bischof von Batrun, Mounir Khairallah.